# Babstovo
Babstovo (russisk: Бабстово) er er en landsby (selo) i den Jødiske autonome oblast i det den fjernøstlige del af Rusland. Den har et indbyggertal på 4.024 (2021) indbyggere. Babstovo ligger tæt ved grænsen til Kina, ca. 25 km fra floden Amur.

## Eksterne henvisning
- Hjemmeside for byens skole, med fotogallerier (russisk)
- Babstovo på Google Maps